# 静岡県道284号野部停車場線

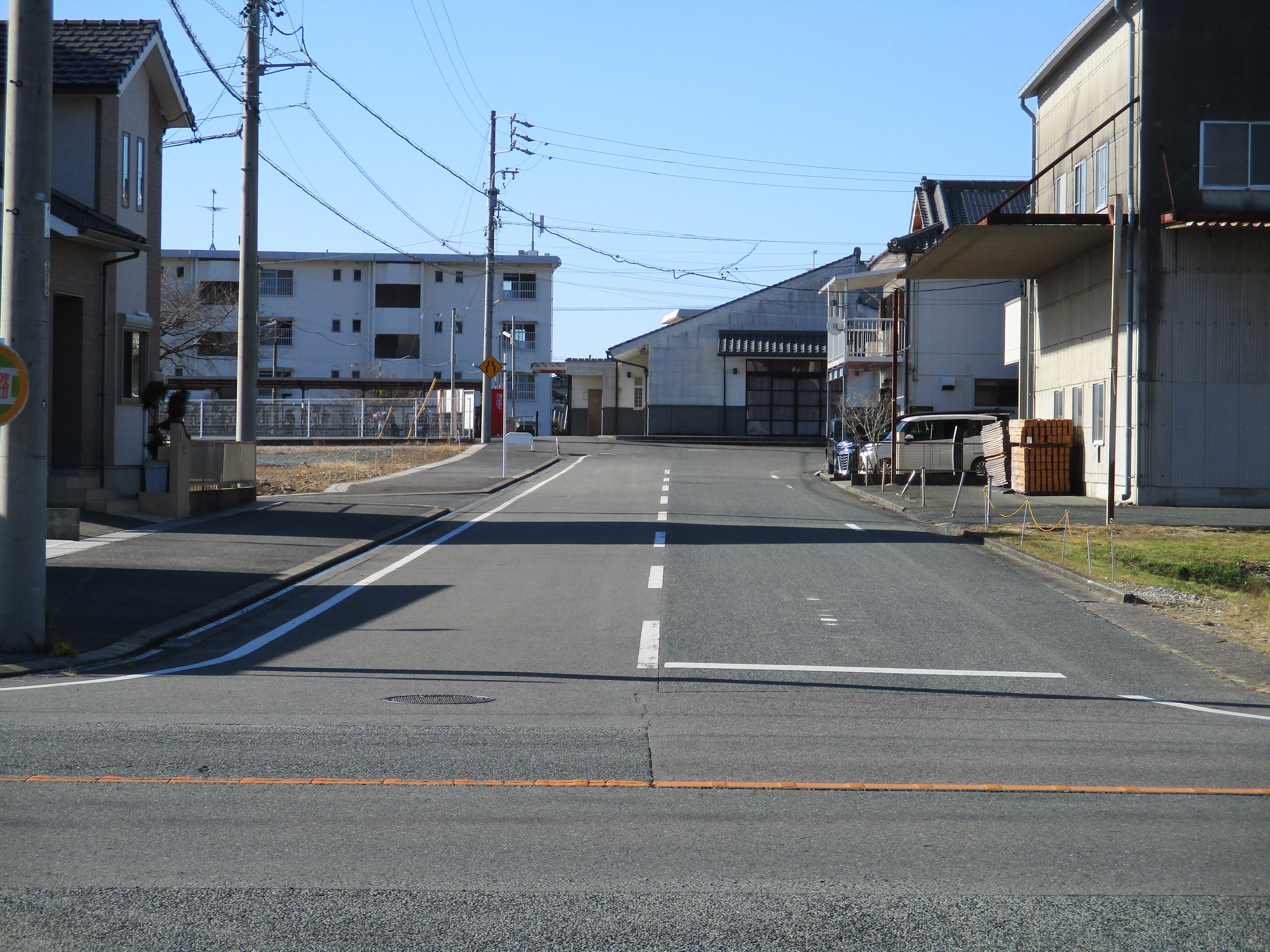
全線（2024年1月撮影）

静岡県道284号野部停車場線（しずおかけんどう284ごう のべていしゃじょうせん）は、静岡県磐田市を通る道路（県道）である。

## 概要
天竜浜名湖鉄道天竜浜名湖線の豊岡駅と県道40号を結ぶ、100m程の短い県道である。県道標識は設置されていない。

### 路線データ
- 陸上距離：0.1km
- 起点：静岡県磐田市新開（天竜浜名湖鉄道豊岡駅）
- 終点：静岡県磐田市新開（静岡県道40号掛川天竜線交点）

## 重複区間
なし

## 通過する自治体
- 静岡県
  - 磐田市

## 主な接続路線
- 静岡県道40号掛川天竜線

## 沿線施設
- 天竜浜名湖鉄道豊岡駅
- 株式会社カワイ 豊岡駅前倉庫